# Ex commisso nobis
Ex commisso nobis (lat.: „Aus dem uns auferlegten … Amt“) ist eine päpstliche Bulle in Form einer Zirkumskriptionsbulle von Papst Innozenz II. Sie ist auf den 7. Juli 1136 datiert und wurde in Pisa vom Papst unterzeichnet. Auch unter der Bezeichnung Bulle von Gnesen bekannt, gilt sie als die „Goldene Bulle“ der polnischen Sprache.
Aus dieser berühmten Bulle, obwohl sie auf Lateinisch verfasst wurde, stammen die ältesten Belege der polnischen Sprache und Schrift. Hierbei handelt es sich um Ortsnamen und Glossen. Insgesamt erscheinen in diesem Dokument fast 400 polnische Namen von Ortschaften und Personen, die Rückschlüsse auf die Lautentwicklung des Polnischen zulassen.
Das Original der Bulle wird im Archiv der Diözese Gnesen aufbewahrt und gilt als eines der ältesten polnischen Sprachdenkmäler. Mit der Bulle wurde die Unabhängigkeit der Erzdiözese Gnesen – und daraus folgend der polnischen Kirche – von der Autorität des Erzbistums Magdeburg wiederhergestellt, nachdem im Jahr 1135 Bolesław III. Schiefmund in der Auseinandersetzung zwischen Innozenz II. und dem Gegenpapst Anaklet II. wieder auf die Seite Innozenz’ II. getreten war. So diente sie als Schutzbulle für den Gnesener Erzbischof Jakob von Żnin und stärkte die Stellung des Erzbistums und die polnische Kirchenprovinz. Hieraus leitete sich die Bezeichnung „Bulle von Gnesen“ ab. Weiterhin wurden die Bistümer Posen, Krakau, Breslau, Płock, Włocławek und schließlich Lebus erneuert und die Bistumsgrenzen bestätigt.